# Lista gmin w stanie Coahuila

Lokalizacja stanu Coahuila na mapie Meksyku

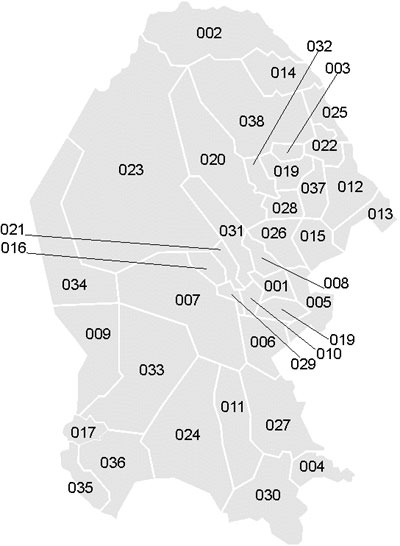
Gminy stanu Coahuila, wg kodów Meksykańskiego Instytutu Statystycznego

Meksykański stan Coahuila podzielony jest na 38 gmin (hiszp. municipios).
| INEGI (kod statystyczny) | Nazwa gminy               | Siedziba władz             | Liczba ludności |
| ------------------------ | ------------------------- | -------------------------- | --------------- |
| 001                      | Abasolo                   | Abasolo                    | 991             |
| 002                      | Acuña                     | Ciudad Acuña               | 126 238         |
| 003                      | Allende                   | Allende                    | 20 153          |
| 004                      | Arteaga                   | Arteaga                    | 19 622          |
| 005                      | Candela                   | Candela                    | 1 672           |
| 006                      | Castaños                  | Castaños                   | 23 871          |
| 007                      | Cuatrociénegas            | Cuatrociénegas de Carranza | 12 220          |
| 008                      | Escobedo                  | Escobedo                   | 2 778           |
| 009                      | Francisco I. Madero       | Francisco I. Madero        | 51 528          |
| 010                      | Frontera                  | Ciudad Frontera            | 70 160          |
| 011                      | General Cepeda            | General Cepeda             | 11 284          |
| 012                      | Guerrero                  | Guerrero                   | 1 877           |
| 013                      | Hidalgo                   | Hidalgo                    | 1 516           |
| 014                      | Jiménez                   | Jiménez                    | 9 768           |
| 015                      | Juárez                    | Juárez                     | 1 393           |
| 016                      | Lamadrid                  | Lamadrid                   | 1 708           |
| 017                      | Matamoros                 | Matamoros de la Laguna     | 99 707          |
| 018                      | Monclova                  | Monclova                   | 200 160         |
| 019                      | Morelos                   | Morelos                    | 7 221           |
| 020                      | Múzquiz                   | Santa Rosa de Múzquiz      | 62 710          |
| 021                      | Nadadores                 | Nadadores                  | 5 882           |
| 022                      | Nava                      | Nava                       | 25 856          |
| 023                      | Ocampo                    | Ocampo                     | 10 183          |
| 024                      | Parras                    | Parras de la Fuente        | 44 715          |
| 025                      | Piedras Negras            | Piedras Negras             | 143 915         |
| 026                      | Progreso                  | Progreso                   | 3 379           |
| 027                      | Ramos Arizpe              | Ramos Arizpe               | 56 708          |
| 028                      | Sabinas                   | Sabinas                    | 53 042          |
| 029                      | Sacramento                | Sacramento                 | 2 063           |
| 030                      | Saltillo                  | Saltillo                   | 648 929         |
| 031                      | San Buenaventura          | San Buenaventura           | 19 620          |
| 032                      | San Juan de Sabinas       | Nueva Rosita               | 40 115          |
| 033                      | San Pedro de las Colonias | San Pedro de las Colonias  | 93 677          |
| 034                      | Sierra Mojada             | Sierra Mojada              | 5 254           |
| 035                      | Torreón                   | Torreón                    | 577 477         |
| 036                      | Viesca                    | Viesca                     | 19 328          |
| 037                      | Villa Unión               | Villa Unión                | 6 138           |
| 038                      | Zaragoza                  | Zaragoza                   | 12 411          |